# Bandera de Queensland
La representación actual de la bandera de Queensland es una enseña azul británica cargada con la insignia del estado de Queensland (Australia) en la parte central. El emblema tiene forma circular, de color blanco, con una Cruz de Malta azul y una corona imperial de San Eduardo en el centro de la cruz.
La actual bandera de Queensland fue aprobada en 1876 y el emblema fue diseñado por William Hemmant, secretario y tesorero colonial de Queensland en 1876.

## Banderas anteriores
La primera bandera de Queensland fue aprobada en 1875. Era una enseña azul con un retrato de la reina de perfil en un círculo azul rodeado por un anillo blanco y la palabra Queensland escrita en oro por encima del anillo sobre el campo azul de la bandera. Debido a la dificultad de reproducir el emblema de la Reina en banderas de gran tamaño, un año más tarde fue sustituido por el actual emblema.
Desde 1877 en adelante ha sufrido algunos cambios en el estilo de la corona según la moda de heráldica de la época o los deseos de los monarcas reinantes, al igual que ocurre en la corona en la bandera de Victoria. La última modificación de la corona fue solicitada en 1953 por la Reina Isabel II. Con los años, ha cambiado el color de la cruz de Malta de color azul oscuro a azul claro.